# Maer
Maer is een plaats en civil parish in het bestuurlijke gebied Newcastle-under-Lyme, in het Engelse graafschap Staffordshire.

## Geboren
- Emma Darwin (1808-1896), echtgenote van Charles Darwin